# ورزشگاه شهید رئیسی
ورزشگاه شهید رئیسی یک ورزشگاه فوتبال در شهر کرمان، در ایران است.
این ورزشگاه با ۳۰ هزار تماشاگر گنجایش، خانهٔ باشگاه فوتبال مس کرمان است و در سال ۱۳۸۵ شروع به ساخت شد و در ۴ تیر ۱۴۰۳ گشایش یافت.

## ویژگی‌های استادیوم
از ویژگی‌های بارز این ورزشگاه، نزدیک بودن تماشاچیان به زمین چمن است که با کنار گذاشتن پیست تارتان، به‌دست آمده است. این ورزشگاه دارای گنجایش سی هزار تماشاچی است. این پروژه، سومین استادیوم تمام‌سقف‌دار در ایران است که دیزاین پوسته و سقف، آن را نسبت به دیگر استادیوم‌های ایران، ویژه می‌سازد. استادیوم فوتبال مس کرمان تنها استادیوم فوتبال ایران در سطح کلاس ۴ فیفا و تنها استادیوم طراحی شدهٔ این کشور بر پایهٔ واپسین ویرایش استاندارد فیفا بوده است.

## دسترسی
جای گرفتن این ورزشگاه در پیرامون یک اتوبان بزرگ گردشگری به نام هفت‌باغ و دوری نه چندان زیاد از کلان‌شهر کرمان، از ویژگی‌های مهم دسترسی آن است. ترابری همگانی آن، شامل اتوبوس می‌شود.